# Jack Aitken
Jack Aitken (* 23. September 1995 in London) ist ein britischer Automobilrennfahrer. Er startete von 2018 bis 2021 in der FIA-Formel-2-Meisterschaft und trat in der Formel 1 beim Großen Preis von Sachir 2020 für Williams an. Seit 2021 fährt er in verschiedenen GT-Rennserien wie der GT World Challenge Europe oder dem ADAC GT Masters und seit 2023 in der DTM.

## Karriere
Aitken begann seine Motorsportkarriere 2002 im Kartsport, in dem er bis 2012 aktiv blieb. 2012 debütierte er im Formelsport. Für Fortec Motorsport trat er in der InterSteps Championship an. Er erzielte zwei Siege und wurde Dritter in der Fahrerwertung, während sein Teamkollege Matthew Parry den Meistertitel gewann. Zum Jahresende fuhr er für Fortec in der Winterserie der BARC Formel Renault. Mit 112 zu 113 Punkten unterlag er Seb Morris und wurde Gesamtzweiter.

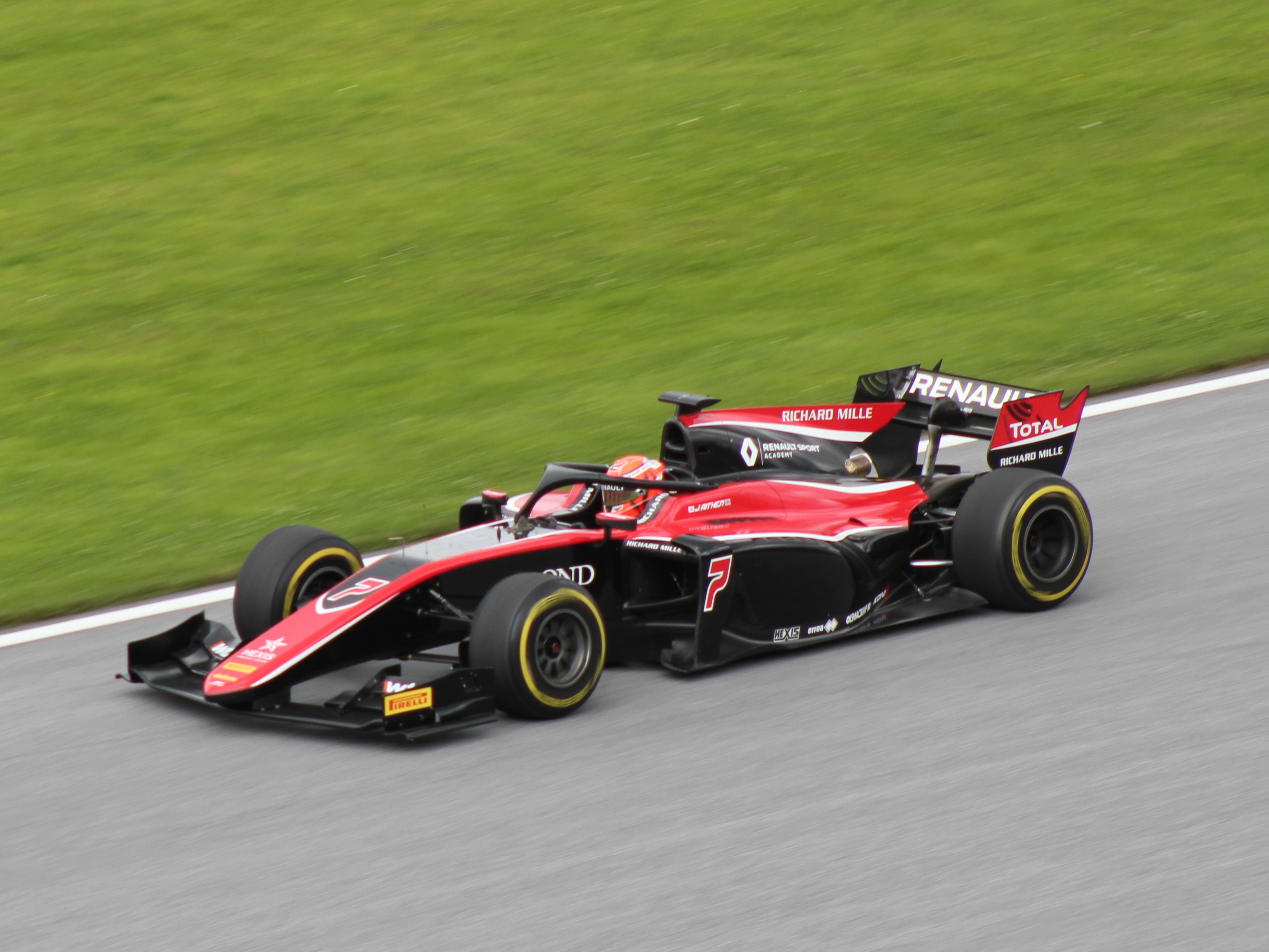
Jack Aitken beim ersten Formel-2-Rennen in Spielberg 2018

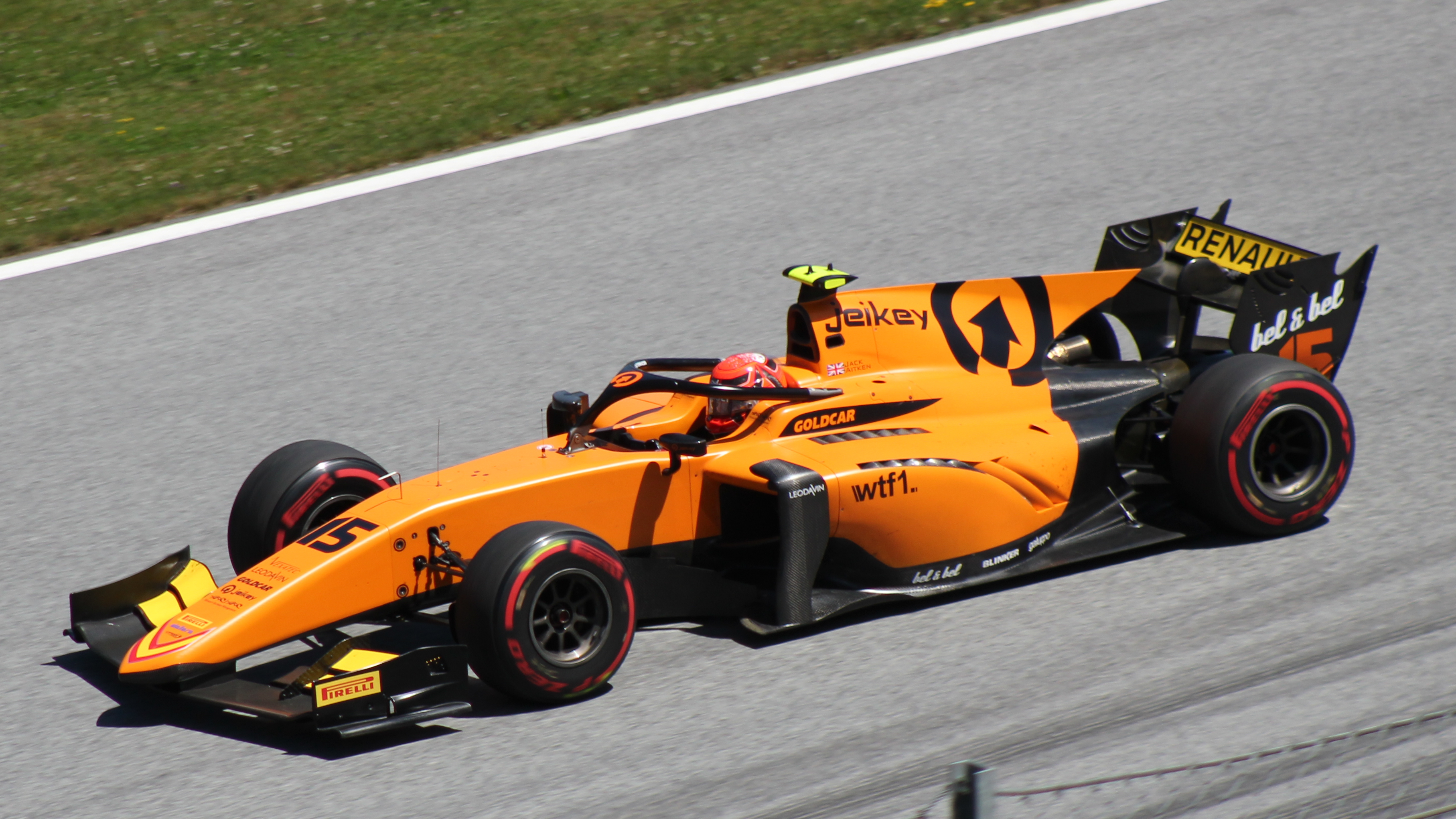
Jack Aitken beim Formel-2-Rennen in Spielberg 2019

2013 fuhr Aitken für Fortec Motorsports in der nordeuropäischen Formel Renault. Er erzielte fünf Podest-Platzierungen und wurde mit 230 zu 289 Punkten Zweiter hinter seinem Teamkollegen Parry. Darüber hinaus absolvierte er für MP Motorsport und Fortec insgesamt sechs Gaststarts im Formel Renault 2.0 Eurocup. 2014 fuhr Aitken als regulärer Starter für Fortec im Formel Renault 2.0 Eurocup. Er entschied ein Rennen für sich und beendete die Saison auf dem siebten Gesamtrang. Damit setzte er sich gegen seinen Teamkollegen Parry, der Elfter wurde, durch. Darüber hinaus absolvierte er Gaststarts in der alpinen Formel Renault. Zudem nahm er für das Team Pelfrey an zwei Rennen der Pro Mazda Championship in Nordamerika teil. 2015 wechselte Aitken zu Koiranen GP und fuhr in zwei Formel-Renault-Meisterschaften. Im Formel Renault 2.0 Eurocup erzielte er die meisten Siege (5) und gewann die Meisterschaft. Mit 206 zu 193 Punkten setzte er sich dabei gegen Louis Delétraz durch. In der alpinen Formel Renault entschied er sieben Rennen für sich und sicherte sich den Meistertitel mit 242 zu 237 Punkten vor seinem Teamkollegen Jake Hughes.
2016 erhielt Aitken ein Cockpit bei Arden International in der GP3-Serie. Er gewann ein Rennen und stand insgesamt sechsmal auf dem Podest. Er beendete die Saison auf dem fünften Platz. Intern unterlag er Jake Dennis mit 146 zu 149 Punkten. Darüber hinaus ging er für RP Motorsport an je vier Rennen der Formel V8 3.5 und der Euroformula Open an den Start. Dabei erzielte er zwei Siege in der Euroformula Open. Für die GP3-Serie 2017 wechselte Aitken zu ART Grand Prix. Er gewann ein Rennen und belegte in der Meisterschaft mit 141 Punkten den 2. Platz hinter George Russell mit 220 Punkten. 2018 startete er mit ART Grand Prix in der FIA-Formel-2-Meisterschaft. Er gewann das Sprintrennen auf dem Circuit de Barcelona-Catalunya und belegte in der Gesamtwertung den elften Platz. 2018 ging er für Campos Racing an den Start. Im April 2019 absolvierte er in Sakhir seinen ersten Formel-1-Test mit Renault. Die Formel-2-Saison 2019 konnte er mit Rang fünf in der Gesamtwertung abschließen.
Aitken verlor nach der Saison 2019 die Unterstützung durch die Renault Sport Academy. Er beendete die Formel-2-Saison 2020 auf dem 14. Platz in der Fahrerwertung.

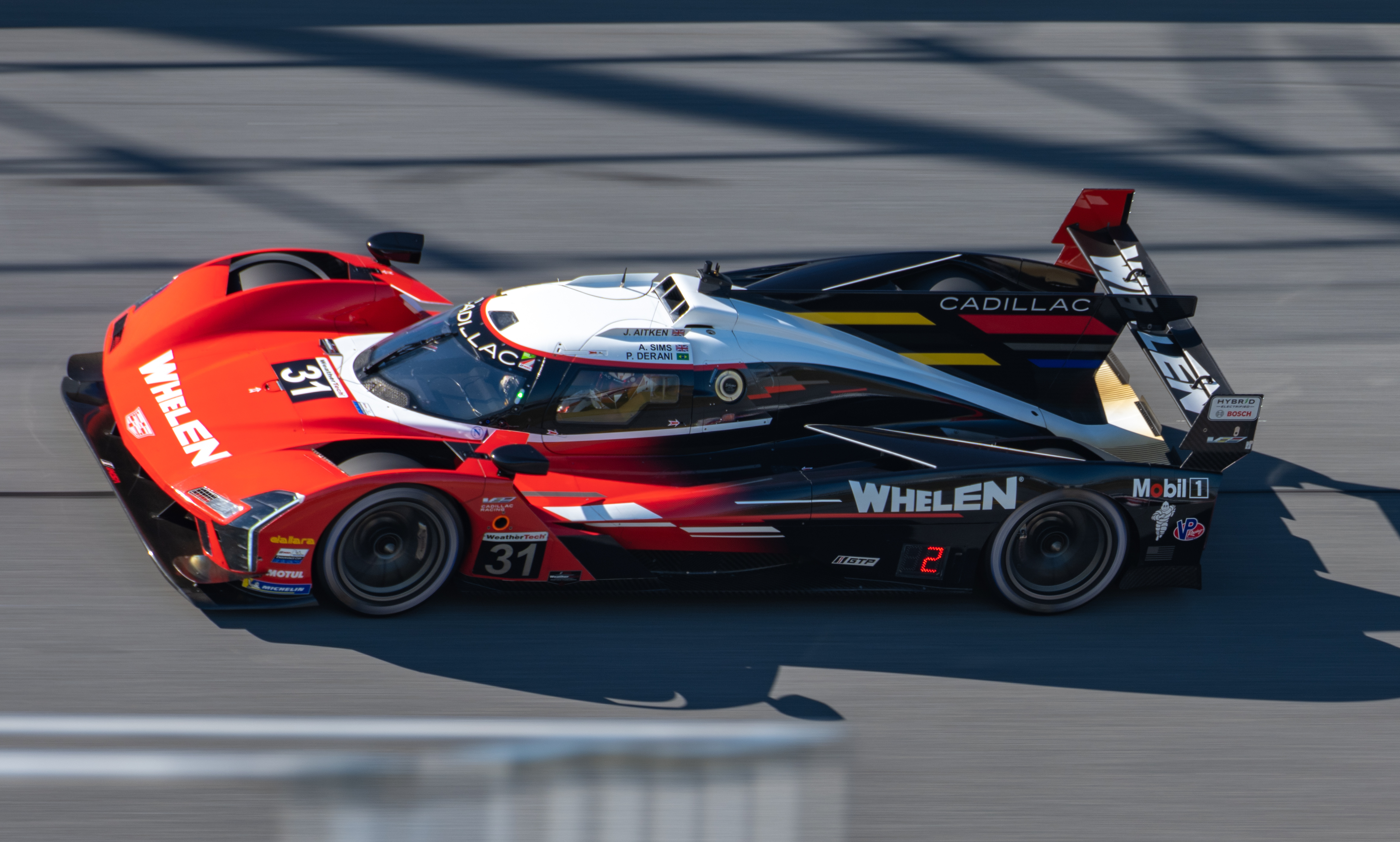
Jack Aitken im Cadillac V-Series.R beim 24-Stunden-Rennen von Daytona 2023

In der Formel-1-Weltmeisterschaft 2020 war Aitken neben seinem Engagement in der Formel 2 Ersatzfahrer für das Formel-1-Team Williams. Im Vorfeld des Großen Preises von Sachir wurde Aitken als Ersatz von George Russell bei Williams bekannt gegeben. Russell seinerseits ersetzte den positiv auf COVID-19 getesteten Lewis Hamilton bei Mercedes. Als Startnummer wählte Aitken die 89. Bei seinem Debüt in Sachir verlor er nach einem Fahrfehler seinen Frontflügel und löste eine Safety Car-Phase aus. Dadurch wurde der Rennverlauf auf den Kopf gestellt und der Grand Prix fand ein überraschendes Ende mit einem Sieger Sergio Pérez. Aitken hingegen kam als 16. von 17 gewerteten Fahrern ins Ziel, noch vor dem anderen Neuling, Pietro Fittipaldi, der Romain Grosjean bei Haas vertrat. Am Ende der Saison belegte Aitken den 22. Platz in der Fahrerwertung.
2021 fuhr Aitken zwar noch an drei Rennwochenenden in der Formel 2, wechselte aber ansonsten zu GT3-Rennwagen. Für Emil Frey Racing fuhr er mit einem Lamborghini Huracán in der GT World Challenge Europe und erreichte im Sprint Cup in Zandvoort sein erstes GT-Podium. 2022 blieb er in der GT World Challenge und bestritt zusätzlich das ADAC GT Masters. Nach einem Sieg in Zandvoort und zwei weiteren Podien belegte er in der Abschlusstabelle den vierten Platz.

## Statistik

### Karrierestationen
| - 2002–2012: Kartsport - 2012: InterSteps Championship (Platz 3) - 2012: BARC Formel Renault, Winter (Platz 2) - 2013: Nordeuropäische Formel Renault (Platz 2) - 2014: Formel Renault 2.0 Eurocup (Platz 7) - 2014: Pro Mazda Championship (Platz 20) - 2015: Formel Renault 2.0 Eurocup (Meister) - 2015: Alpine Formel Renault (Meister) - 2016: GP3-Serie (Platz 5) | - 2016: Formel V8 3.5 (Platz 15) - 2016: Euroformula Open (Platz 8) - 2017: GP3-Serie (Platz 2) - 2018: Formel 2 (Platz 11) - 2019: Formel 2 (Platz 5) - 2020: Formel 2 (Platz 14) - 2020: Formel 1 (Platz 22) - 2021: Formel 2 (Platz 23) - 2021: Formel 1 (Ersatzfahrer) - 2021: GT World Challenge Europe Sprint Cup (Platz 19) | - 2021: GT World Challenge Europe Endurance Cup (Platz 24) - 2022: ADAC GT Masters (Platz 4) - 2022: European Le Mans Series LMP2 (Platz 11) - 2022: GT World Challenge Europe Endurance Cup (Platz 15) - 2023: DTM (Platz 14) - 2024: DTM (Platz 8) - 2025: DTM |

### Einzelergebnisse in der GP3-Serie
| Jahr | Team                | 1   | 2   | 3   | 4   | 5   | 6   | 7   | 8   | 9   | 10  | 11  | 12  | 13  | 14  | 15  | 16  | 17  | 18  | Punkte | Rang |
| ---- | ------------------- | --- | --- | --- | --- | --- | --- | --- | --- | --- | --- | --- | --- | --- | --- | --- | --- | --- | --- | ------ | ---- |
| 2016 | Arden International | ESP | ESP | AUT | AUT | GBR | GBR | HUN | HUN | GER | GER | BEL | BEL | ITA | ITA | MAS | MAS | UAE | UAE | 146    | 5.   |
| 2016 | Arden International | 20  | 19  | 9   | 5   | 13  | 6   | 9   | 6   | 6   | 2   | 5   | 1   | 2   | 5   | 2   | 3   | 3   | 2   | 146    | 5.   |
| 2017 | ART Grand Prix      | ESP | ESP | AUT | AUT | GBR | GBR | HUN | HUN | BEL | BEL | ITA | ITA | ESP | ESP | UAE | UAE |     |     | 141    | 2.   |
| 2017 | ART Grand Prix      | DNF | 12  | 2   | 5   | 4   | 2   | 1   | DNF | 2   | 18  | 2   | C   | 3   | 6   | 14  | 8   |     |     | 141    | 2.   |

### Einzelergebnisse in der Formel V8 3.5
| Jahr | Team          | 1   | 2   | 3   | 4   | 5   | 6   | 7   | 8   | 9   | 10  | 11  | 12  | 13  | 14  | 15  | 16  | 17  | 18  | Punkte | Rang |
| ---- | ------------- | --- | --- | --- | --- | --- | --- | --- | --- | --- | --- | --- | --- | --- | --- | --- | --- | --- | --- | ------ | ---- |
| 2016 | RP Motorsport | ALC | ALC | HUN | HUN | SPA | SPA | LEC | LEC | SIL | SIL | SPI | SPI | MNZ | MNZ | JER | JER | CAT | CAT | 14     | 15.  |
| 2016 | RP Motorsport |     |     |     |     |     |     |     |     |     |     |     |     |     |     | DSQ | 4   | 11  | 9   | 14     | 15.  |

### Einzelergebnisse in der FIA-Formel-2-Meisterschaft
| Jahr | Team           | 1   | 2   | 3   | 4   | 5   | 6   | 7   | 8   | 9   | 10  | 11  | 12  | 13  | 14  | 15  | 16  | 17  | 18  | 19  | 20  | 21  | 22  | 23  | 24  | Punkte | Rang |
| ---- | -------------- | --- | --- | --- | --- | --- | --- | --- | --- | --- | --- | --- | --- | --- | --- | --- | --- | --- | --- | --- | --- | --- | --- | --- | --- | ------ | ---- |
| 2018 | ART Grand Prix | BRN | BRN | AZE | AZE | ESP | ESP | MON | MON | FRA | FRA | AUT | AUT | GBR | GBR | HUN | HUN | BEL | BEL | ITA | ITA | RUS | RUS | UAE | UAE | 63     | 11.  |
| 2018 | ART Grand Prix | 9   | 18  | 2   | 11  | 6   | 1   | 7   | DNF | 11  | DNS | DNF | 18  | 13  | 12  | 4   | 10  | 11  | 10  | 17* | 8   | 14  | DNF | 10  | 13  | 63     | 11.  |
| 2019 | Campos Racing  | BRN | BRN | AZE | AZE | ESP | ESP | MON | MON | FRA | FRA | AUT | AUT | GBR | GBR | HUN | HUN | BEL | BEL | ITA | ITA | RUS | RUS | UAE | UAE | 159    | 5.   |
| 2019 | Campos Racing  | 7   | 11  | 1   | 3   | 2   | 8   | 17* | 13  | 3   | 4   | 10  | 18  | 5   | 1   | 3   | 5   | C   | C   | 8   | 1   | 7   | 11  | 11  | 10  | 159    | 5.   |
| 2020 | Campos Racing  | AUT | AUT | AUT | AUT | HUN | HUN | GBR | GBR | GBR | GBR | ESP | ESP | BEL | BEL | ITA | ITA | ITA | ITA | RUS | RUS | BHR | BHR | BHR | BHR | 48     | 14.  |
| 2020 | Campos Racing  | 15  | 8   | 9   | 6   | 13  | 19  | 13  | 8   | 3   | 3   | 18  | 18  | 13  | 17  | 13  | 7   | DNF | 13  | 6   | 4   | 10  | 17  |     |     | 48     | 14.  |
| 2021 | HWA Racelab    | BHR | BHR | BHR | MON | MON | MON | AZE | AZE | AZE | GBR | GBR | GBR | ITA | ITA | ITA | RUS | RUS | RUS | KSA | KSA | KSA | UAE | UAE | UAE | 0      | 23.  |
| 2021 | HWA Racelab    |     |     |     | 16  | 9   | 18  | DNF | 12  | 11  | 17  | 18  | 17  |     |     |     |     |     |     |     |     |     |     |     |     | 0      | 23.  |

### Statistik in der Formel-1-Weltmeisterschaft
Diese Statistik umfasst alle Teilnahmen des Fahrers an der Formel-1-Weltmeisterschaft.

#### Gesamtübersicht
Stand: Saisonende 2020
| Saison | Team            | Chassis       | Motor                 | Rennen | Siege | Zweiter | Dritter | Poles | schn. Rennrunden | Punkte | WM-Pos. |
| ------ | --------------- | ------------- | --------------------- | ------ | ----- | ------- | ------- | ----- | ---------------- | ------ | ------- |
| 2020   | Williams Racing | Williams FW43 | Mercedes 1.6 V6 Turbo | 1      | −     | −       | −       | −     | −                | 0      | 22.     |
| Gesamt | Gesamt          | Gesamt        | Gesamt                | 1      | −     | −       | −       | −     | −                | 0      |         |

#### Einzelergebnisse
| Saison | 1  | 2 | 3 | 4 | 5 | 6 | 7 | 8 | 9 | 10 | 11 | 12 | 13 | 14 | 15 | 16 | 17 |
| ------ | -- | - | - | - | - | - | - | - | - | -- | -- | -- | -- | -- | -- | -- | -- |
| 2020   |    |   |   |   |   |   |   |   |   |    |    |    |    |    |    |    |    |
|        | PO |   |   |   |   |   |   |   |   |    |    |    |    |    | 16 |    |    |

| Legende  | Legende            | Legende                                                          |
| Farbe    | Abkürzung          | Bedeutung                                                        |
| -------- | ------------------ | ---------------------------------------------------------------- |
| Gold     | –                  | Sieg                                                             |
| Silber   | –                  | 2. Platz                                                         |
| Bronze   | –                  | 3. Platz                                                         |
| Grün     | –                  | Platzierung in den Punkten                                       |
| Blau     | –                  | Klassifiziert außerhalb der Punkteränge                          |
| Violett  | DNF                | Rennen nicht beendet (did not finish)                            |
| Violett  | NC                 | nicht klassifiziert (not classified)                             |
| Rot      | DNQ                | nicht qualifiziert (did not qualify)                             |
| Rot      | DNPQ               | in Vorqualifikation gescheitert (did not pre-qualify)            |
| Schwarz  | DSQ                | disqualifiziert (disqualified)                                   |
| Weiß     | DNS                | nicht am Start (did not start)                                   |
| Weiß     | WD                 | zurückgezogen (withdrawn)                                        |
| Hellblau | PO                 | nur am Training teilgenommen (practiced only)                    |
| Hellblau | TD                 | Freitags-Testfahrer (test driver)                                |
| ohne     | DNP                | nicht am Training teilgenommen (did not practice)                |
| ohne     | INJ                | verletzt oder krank (injured)                                    |
| ohne     | EX                 | ausgeschlossen (excluded)                                        |
| ohne     | DNA                | nicht erschienen (did not arrive)                                |
| ohne     | C                  | Rennen abgesagt (cancelled)                                      |
| ohne     | keine WM-Teilnahme |                                                                  |
| sonstige | P/fett             | Pole-Position                                                    |
| sonstige | 1/2/3/4/5/6/7/8    | Punktplatzierung im Sprint-/Qualifikationsrennen                 |
| sonstige | SR/kursiv          | Schnellste Rennrunde                                             |
| sonstige | *                  | nicht im Ziel, aufgrund der zurückgelegten Distanz aber gewertet |
| sonstige | ()                 | Streichresultate                                                 |
| sonstige | unterstrichen      | Führender in der Gesamtwertung                                   |

### Le-Mans-Ergebnisse
| Jahr | Team                  | Fahrzeug            | Teamkollege        | Teamkollege      | Platzierung | Ausfallgrund |
| ---- | --------------------- | ------------------- | ------------------ | ---------------- | ----------- | ------------ |
| 2022 | Algarve Pro Racing    | Oreca 07            | John Falb          | Sophia Flörsch   | Rang 25     |              |
| 2023 | Action Express Racing | Cadillac V-Series.R | Luís Felipe Derani | Alexander Sims   | Rang 17     |              |
| 2024 | Action Express Racing | Cadillac V-Series.R | Luís Felipe Derani | Felipe Drugovich | Rang 29     |              |
| 2025 | Cadillac Whelen       | Cadillac V-Series.R | Frederik Vesti     | Felipe Drugovich | Ausfall     | Motorschaden |

### Sebring-Ergebnisse
| Jahr | Team                               | Fahrzeug            | Teamkollege        | Teamkollege    | Platzierung | Ausfallgrund |
| ---- | ---------------------------------- | ------------------- | ------------------ | -------------- | ----------- | ------------ |
| 2023 | Whelen Engineering Racing          | Cadillac V-Series.R | Luís Felipe Derani | Alexander Sims | Gesamtsieg  |              |
| 2024 | Whelen Engineering Cadillac Racing | Cadillac V-Series.R | Luís Felipe Derani | Tom Blomqvist  | Ausfall     | Unfall       |
| 2025 | Cadillac Whelen                    | Cadillac V-Series.R | Earl Bamber        | Frederik Vesti | Rang 4      |              |

### Einzelergebnisse in der FIA-Langstrecken-Weltmeisterschaft
| Saison | Team                  | Rennwagen           | 1   | 2   | 3   | 4   | 5   | 6   | 7   | 8   |
| ------ | --------------------- | ------------------- | --- | --- | --- | --- | --- | --- | --- | --- |
| 2022   | Algarve Pro Racing    | Oreca 07            | SEB | SPA | LEM | MON | FUJ | BAH |     |     |
| 2022   | Algarve Pro Racing    | Oreca 07            | 25  |     |     |     |     |     |     |     |
| 2023   | Cadillac Racing       | Cadillac V-Series.R | SEB | POR | SPA | LEM | MON | FUJ | BAH |     |
| 2023   | Cadillac Racing       | Cadillac V-Series.R |     |     | DNF | 17  |     |     |     |     |
| 2024   | Action Express Racing | Cadillac V-Series.R | KAT | IMO | SPA | LEM | SAO | AUS | FUJ | BAH |
| 2024   | Action Express Racing | Cadillac V-Series.R | 29  |     |     |     |     |     |     |     |
| 2025   | Cadillac Whelen       | Cadillac V-Series.R | KAT | IMO | SPA | LEM | SAO | AUS | FUJ | BAH |
| 2025   | Cadillac Whelen       | Cadillac V-Series.R | DNF |     |     |     |     |     |     |     |

### Einzelergebnisse in der DTM
| Jahr | Team             | 1   | 2     | 3   | 4   | 5   | 6   | 7   | 8   | 9   | 10  | 11  | 12   | 13  | 14  | 15  | 16  | Punkte | Rang |
| ---- | ---------------- | --- | ----- | --- | --- | --- | --- | --- | --- | --- | --- | --- | ---- | --- | --- | --- | --- | ------ | ---- |
| 2023 | Emil Frey Racing | OSC | OSC   | ZAV | ZAV | NOR | NOR | NÜR | NÜR | LAU | LAU | SAC | SAC  | RBR | RBR | HOC | HOC | 81     | 14.  |
| 2023 | Emil Frey Racing | 32  | 17    |     |     | 17  | 20  | 22  | 183 | 1   | 7   | DNF | DNF2 | 20  | 83  | 7   | 11  | 81     | 14.  |
| 2024 | Emil Frey Racing | OSC | OSC   | LAU | LAU | ZAV | ZAV | NOR | NOR | NÜR | NÜR | SAC | SAC  | RBR | RBR | HOC | HOC | 128    | 8.   |
| 2024 | Emil Frey Racing | 1   | 3DNF3 | 16  | 14  | 1   | 16  | 191 | 18  | 5   | 13  | 212 | 6    | 14  | 10  | DNF | 16  | 128    | 8.   |
| 2025 | Emil Frey Racing | OSC | OSC   | LAU | LAU | ZAV | ZAV | NOR | NOR | NÜR | NÜR | SAC | SAC  | RBR | RBR | HOC | HOC | 129*   | 2.*  |
| 2025 | Emil Frey Racing | 6   | 14    | 7   | 1   | 12  | 242 | 5   | 2   | 1   | 16  |     |      |     |     |     |     | 129*   | 2.*  |

| Legende  | Legende            | Legende                                                          |
| Farbe    | Abkürzung          | Bedeutung                                                        |
| -------- | ------------------ | ---------------------------------------------------------------- |
| Gold     | –                  | Sieg                                                             |
| Silber   | –                  | 2. Platz                                                         |
| Bronze   | –                  | 3. Platz                                                         |
| Grün     | –                  | Platzierung in den Punkten                                       |
| Blau     | –                  | Klassifiziert außerhalb der Punkteränge                          |
| Violett  | DNF                | Rennen nicht beendet (did not finish)                            |
| Violett  | NC                 | nicht klassifiziert (not classified)                             |
| Rot      | DNQ                | nicht qualifiziert (did not qualify)                             |
| Rot      | DNPQ               | in Vorqualifikation gescheitert (did not pre-qualify)            |
| Schwarz  | DSQ                | disqualifiziert (disqualified)                                   |
| Weiß     | DNS                | nicht am Start (did not start)                                   |
| Weiß     | WD                 | zurückgezogen (withdrawn)                                        |
| Hellblau | PO                 | nur am Training teilgenommen (practiced only)                    |
| Hellblau | TD                 | Freitags-Testfahrer (test driver)                                |
| ohne     | DNP                | nicht am Training teilgenommen (did not practice)                |
| ohne     | INJ                | verletzt oder krank (injured)                                    |
| ohne     | EX                 | ausgeschlossen (excluded)                                        |
| ohne     | DNA                | nicht erschienen (did not arrive)                                |
| ohne     | C                  | Rennen abgesagt (cancelled)                                      |
| ohne     | keine WM-Teilnahme |                                                                  |
| sonstige | P/fett             | Pole-Position                                                    |
| sonstige | 1/2/3/4/5/6/7/8    | Punktplatzierung im Sprint-/Qualifikationsrennen                 |
| sonstige | SR/kursiv          | Schnellste Rennrunde                                             |
| sonstige | *                  | nicht im Ziel, aufgrund der zurückgelegten Distanz aber gewertet |
| sonstige | ()                 | Streichresultate                                                 |
| sonstige | unterstrichen      | Führender in der Gesamtwertung                                   |